# Château vieux de Thenissey
Pour les articles homonymes, voir Château-Vieux et Château de Châteauvieux.
Le château vieux de Thenissey  est un fort donjon situé à Thenissey en Bourgogne-Franche-Comté.

## Localisation
Les deux châteaux de Thenissey se situent au sud du village, dans le lit majeur de l'Oze.

## Historique
En 1291, Jean de Thenissey tient d'Etienne de Mont-Saint-Jean la maison forte de Thenissey. En 1445, Guillaume de Bournonville,  seigneur de Tenissey. puis Jean et Guillaume Poinceot en 1474, la tiennent du duc de Bourgogne. En 1481, Philippe de Hochberg, comte du Charollais et maréchal de Bourgogne, fait reconstruire la maison forte devenue vétuste. Son fils Guillaume se rend maître de l'ensemble vers 1470 et son petit-fils y fait bâtir une tour forte. La famille garde Thenissey qui passe en 1595 à Daniel d'Edouard par mariage[réf. souhaitée].

## Architecture
La tour forte comprend un étage de soubassement, un rez-de-chaussée surélevé, deux étages carrés, et un troisième étage en encorbellement, partiellement disparu. Chaque niveau est coupé verticalement en deux par un mur de refend qui supporte un escalier en vis, deux cheminées par étage et une double cheminée de puisage le long du mur ouest. De part et d'autre de ce mur, l'étage de soubassement est occupé par deux caves voûtées et le rez-de-chaussée par deux salles carrées ouvertes chacune de baies modernes[réf. souhaitée]. 
L'entrée se fait à l'est de la salle sud voûtée d'arête, qui dessert l'escalier à vis dans son angle nord-est et un escalier démoli qui conduisait à la cave dans l'angle sud-est. Le premier et le second étage sont sur le même plan. Chaque salle est éclairées par trois fenêtres à coussiège et celles du sud sont équipées de deux latrines. Le troisième et dernier étage est très détérioré sauf le mur pignon qui a gardé deux cheminées. L'escalier en vis s'achevait au-dessus du toit par une tourelle[réf. souhaitée]. 
Le château vieux est inscrit aux monuments historiques par arrêté du 22 mars 1929.